# Lobsang Sangay
Lobsang Sangay (Darjeeling, 5 de setembro de 1968) é um refugiado tibetano, professor de direito e activista político. A 27 de Abril de 2011 foi eleito Kalon Tripa, ou Primeiro-ministro do Tibete, com 55% dos votos, sucedendo assim a Lobsang Tenzin como chefe do Governo Tibetano no Exílio.